# Hermann Otto (Nassau-Hadamar)
Hermann Otto von Nassau-Hadamar (* 3. Dezember 1627 in Hadamar; getauft 13. Januar 1628; gefirmt 18. Juli 1638 in Hadamar; † 26. Juli 1660 in Frankfurt am Main) war ein Angehöriger der jüngeren Linie des Hauses Nassau-Hadamar.

## Leben
Hermann Otto von Nassau-Hadamar wurde als siebtes Kind von Johann Ludwig von Nassau-Hadamar und der Fürstin Ursula, einer Tochter von Graf Simon des Älteren von Lippe-Detmold, geboren. Wie seine Brüder wurde auch Hermann Otto von Jesuiten erzogen. Pater Johann Kaspar Wiltheim bereitete ihn im Jahr 1635 auf seine Erstkommunion vor. Danach setzte Hermann Otto für drei Jahre seine Ausbildung an der Universität in Köln fort und besuchte anschließend das Konvikt in Antwerpen.
Er schlug eine kirchliche Laufbahn ein und wurde Domherr in Köln, Mainz und Trier, Kanoniker von St. Viktor vor Mainz und Propst zu St. Patrokli in Soest. Am 12. September 1655 wurde er zum Domkapitular in Trier ernannt, verlegte aber erst am 4. September 1658 seine ständige Residenz dorthin.
Sein Vater Johann Ludwig von Nassau-Hadamar fungierte in den Jahren 1645 bis 1648 als Bevollmächtigter des deutschen Kaisers Ferdinand II. bei den Friedensverhandlungen  am Ende des Dreißigjährigen Krieges in Münster. Hermann Otto übernahm die Aufgabe, die Nachricht über den Westfälischen Frieden an den Kaiser zu überbringen. Auf seiner Reise von Münster nach Wien machte er hierbei am 28. Oktober 1648 Station in seiner Heimatstadt Hadamar.
Während einer Romreise im Jahr 1656 erhielt Hermann Otto in seiner Funktion als Trierer Dompropst vom damaligen Papst Alexander VII. einen Kreuzpartikel als Dank dafür geschenkt, dass sein Vater Johann Ludwig durch seine Konversion im Jahr 1629 den katholischen Glaubens im Fürstentum Nassau-Hadamar wieder einführte. Diesen Kreuzpartikel gab Hermann Ottos Neffe, der spätere Fürst Franz Alexander von Nassau-Hadamar im Jahr 1701 an die katholische Kirchengemeinde Niederzeuzheim ab. Als Aufbewahrungsort dient die ebenfalls von ihm gestiftete und in den Jahren 1706 bis 1711 errichtete Kreuzkapelle.